# Ratusz (Skamieniałe Miasto)
Ratusz – jedna z wychodni w rezerwacie przyrody Skamieniałe Miasto na Pogórzu Ciężkowickim. Znajduje się w Ciężkowicach w województwie małopolskim, w powiecie tarnowskim, w gminie miejsko-wiejskiej Ciężkowice, po prawej stronie drogi wojewódzkiej nr 977 z Tarnowa do Gorlic, w odległości około 1 km od centrum Ciężkowic. Po drugiej stronie tej drogi znajduje się parking i miejsce biwakowe dla turystów. Z parkingu prowadzi na Ratusz przejście specjalnym turystycznym wiaduktem ponad drogą. Na płaskim wierzchołku Ratusza zamontowano ławki dla turystów i rozciąga się stąd panorama widokowa na Pogórze Rożnowskie i Ciężkowickie. Podstawa Ratusza znajduje się na wysokości około 250 m n.p.m.
Nazwa Ratusz związana jest z legendą, według której dawniej w skale tej znajdowała się siedziba magistratu miasta Ciężkowice. Jego rajcy nie troszczyli się jednak o dobro mieszkańców, lecz zajmowali głównie urządzaniem hucznych imprez, na których kwitło pijaństwo i rozpusta. Za karę cały magistrat wraz z rajcami zamieniony został w skałę. Rajcy umarli z pragnienia patrząc na przepływająca obok rzekę Białą, z której jednak nie mogli się napić wody. Podobno ożyją dopiero wtedy, gdy poziom Białej podniesie się tak wysoko, że zaleje szczelinę na jej wierzchołku.
W rzeczywistości zaś skała została podcięta przez rzekę Białą, która dawniej uderzała o brzeg wzniesienia podmywając jego stoki. Obecnie jej nurt nieco odsunął się na zachód. Ratusz zbudowany jest z piaskowca ciężkowickiego płaszczowiny śląskiej Karpat Zewnętrznych. Piaskowiec ten powstał w wyniku sedymentacji około 58 – 48 mln lat temu na dnie Oceanu Tetydy.

## Bouldering
Dla wspinaczy skałkowych Ratusz jest atrakcyjnym obiektem wspinaczkowym. Na początku lat 90. XX wieku uprawiano na nim wspinaczkę skalną z liną. Powstało 21 dróg wspinaczkowych o trudności od III do VI.4 w skali polskiej. Po utworzeniu rezerwatu wspinaczka została zakazana, a ringi do asekuracji usunięto. Później zaczęto uprawiać bouldering. Na Ratuszu i sąsiedniej Czarownicy powstało 76 baldów o trudności od 5 do 8a+ w skali polskiej. Jednak obowiązuje zakaz wspinaczki na skały w rezerwacie przyrody Skamieniałe Miasto. W czasie wspinaczki skały ulegają uszkodzeniu, w szczególności zaś rosnące na nich porosty.

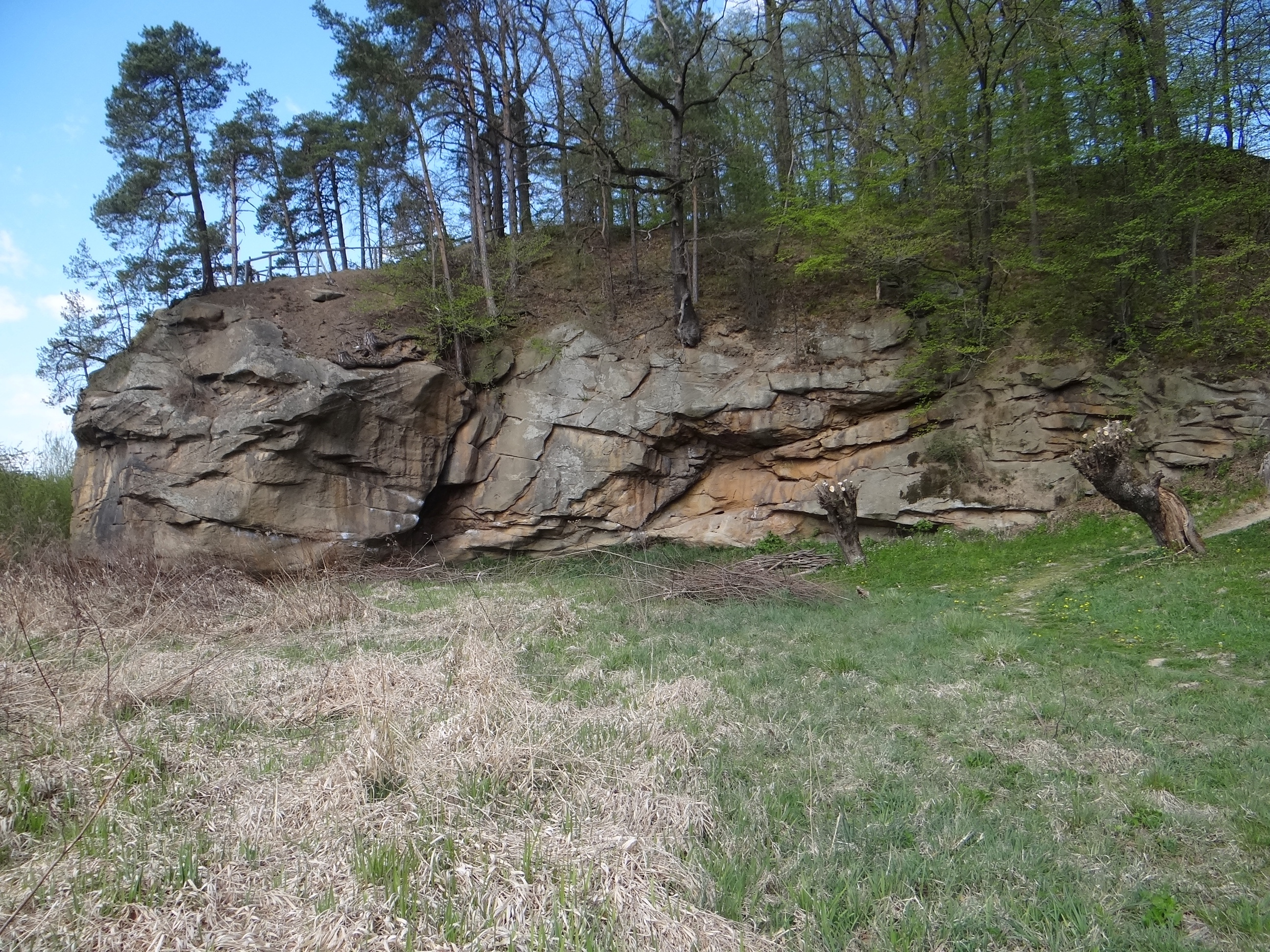
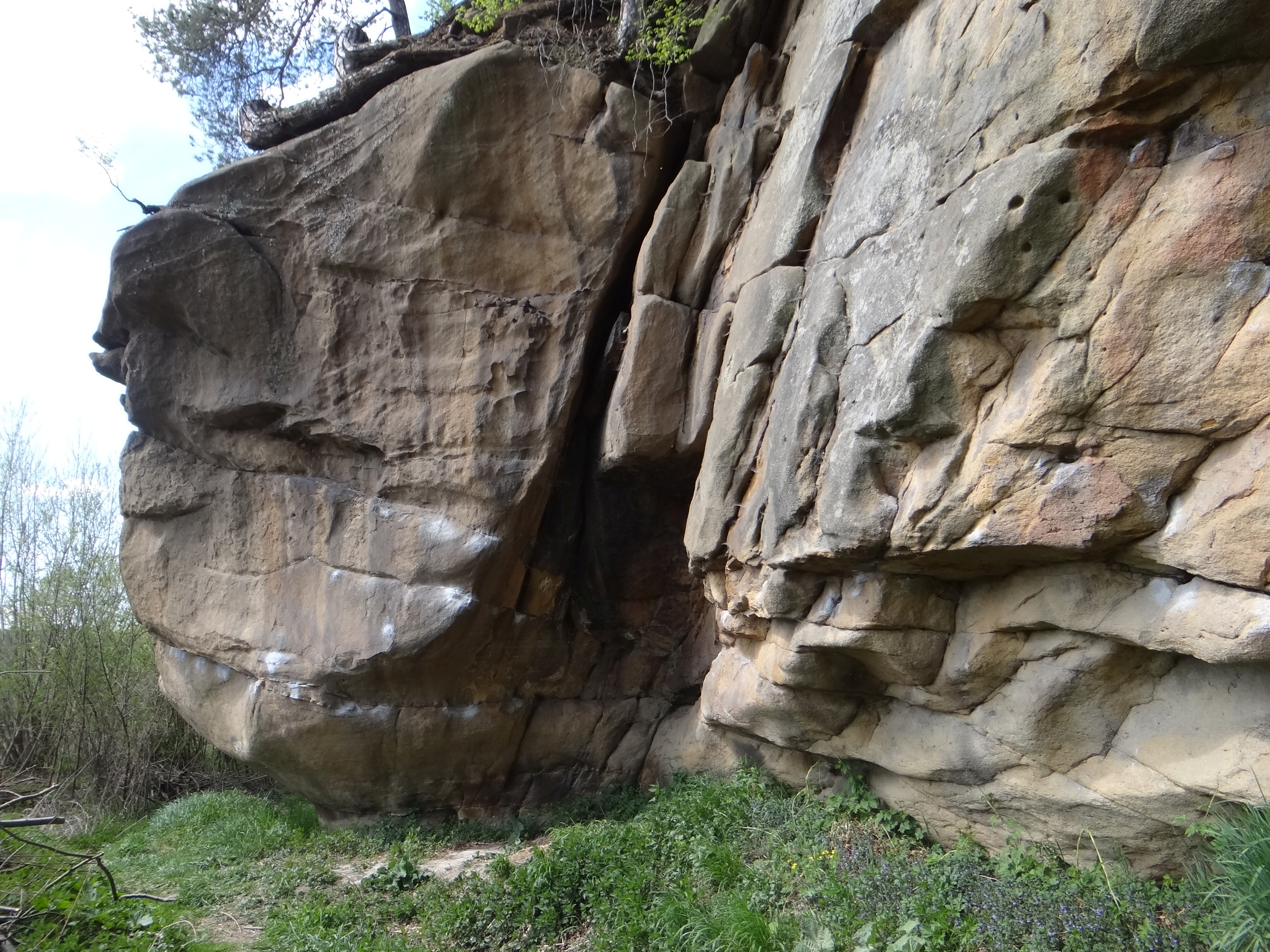
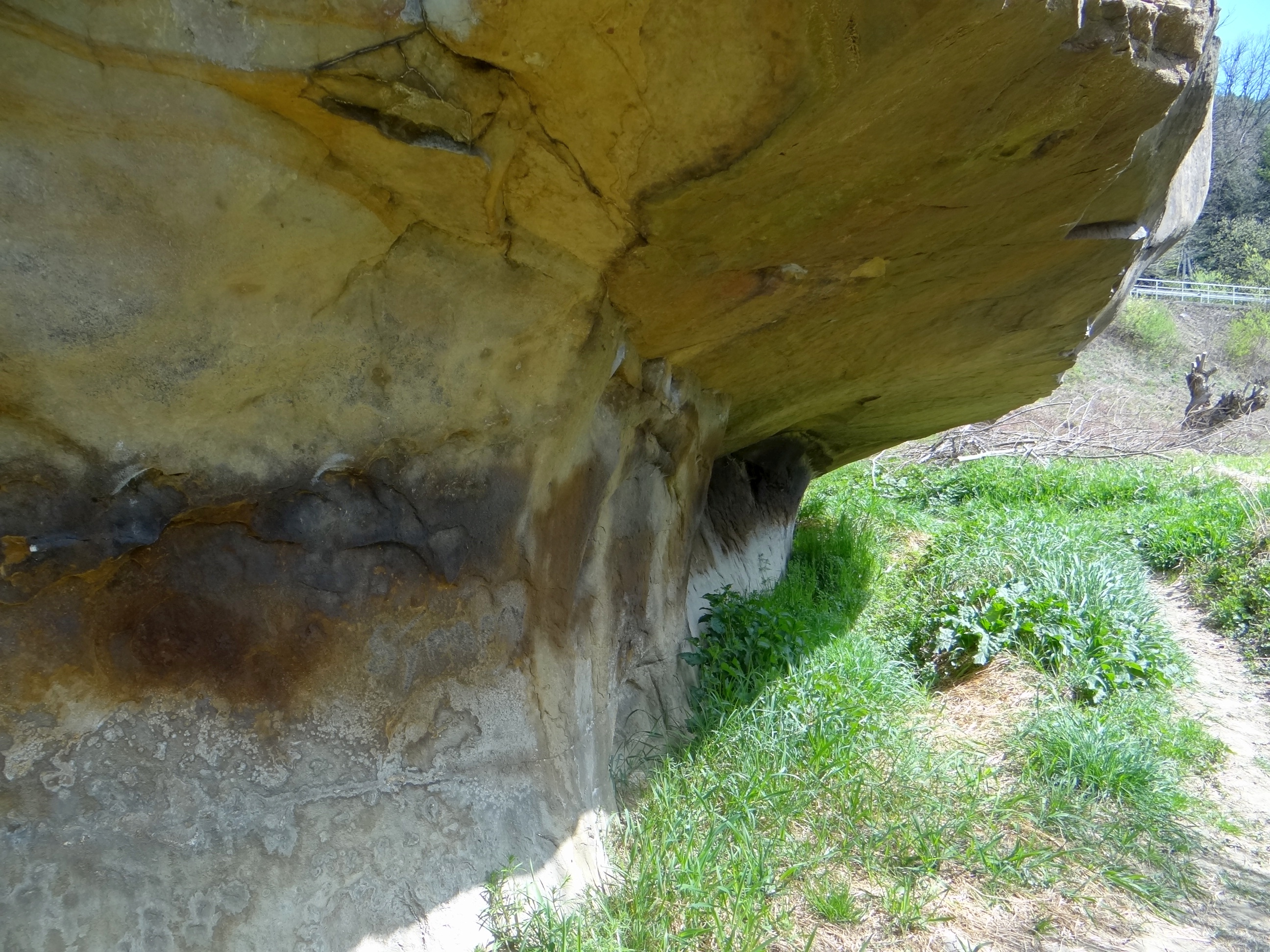
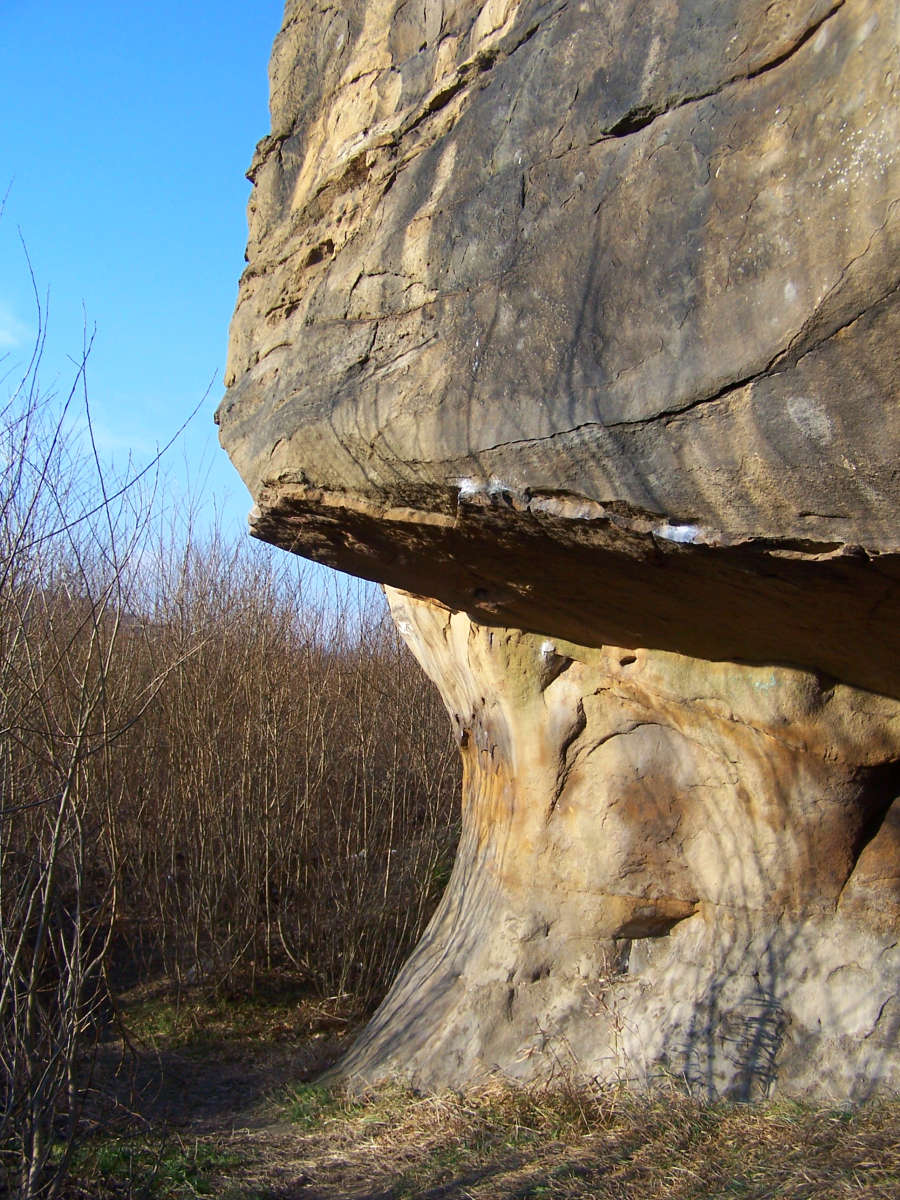